# Zephyranthes concolor
Zephyranthes concolor là một loài thực vật có hoa trong họ Amaryllidaceae. Loài này được (Lindl.) Benth. & Hook.f. miêu tả khoa học đầu tiên năm 1883.